# El buen amor
El buen amor es una película española de drama estrenada en 1963, escrita y dirigida por el entonces debutante Francisco Regueiro y protagonizada en los papeles principales por Simón Andreu y Marta del Val.
Compitió por la Palma de Oro en el Festival Internacional de Cine de Cannes de 1963.

## Sinopsis
Una pareja de jóvenes universitarios, José y Mari Carmen, engaña a sus respectivas familias y viaja a escondidas en tren desde Madrid a Toledo, donde quieren estar a solas. Así pasan doce horas bajo la lluvia y el sol de diciembre, lo que les ayudará a conocerse mejor.

## Reparto
- Simón Andreu como	José
- Marta del Val (Monique de Longeville) como Mari Carmen
- Enriqueta Carballeira como Juanita
- Sergio Mendizábal	como Fraile
- Luisa Muñoz
- Enrique Pelayo como Guardia Civil 1
- Chiro Bermejo como Guardia Civil 2
- Esmeralda Adam García
- Wilfredo Casado como Novio tren
- Juan Torres como Barbero
- Milagros Guijarro
- Francisco Serrano
- Dolores García Morales
- Francisco Guijar
- Luis Rico
- Mari Paz Yáñez
- María Sánchez Aroca como Chica tren
- Mario Polonio
- Francisco René
- María Trillo

## Curiosidades
- La película que ven en el cine es La colina del adiós (Love is a Many-Splendored Thing,1955) de Henry King
- La protagonista Marta del Val, un actriz debutante francesa de nombre real Monique de Longeville, tuvo que adoptar ese nombre castellano por exigencias sindicales al no ser una actriz profesional.[3]